# Fernando Luján
Fernando Luján, nom de scène de Fernando Ciangherotti Díaz (Bogota, Colombie, 23 août 1939 - Puerto Escondido (Oaxaca), Mexique, 11 janvier 2019), est un acteur mexicain de cinéma, de théâtre et de télévision. Il commence sa carrière au début des années 1950, en tant qu'enfant acteur, durant la période finale de l'Époque dorée du cinéma mexicain. 
Il est notamment connu pour son interprétation dans la série télévisée Mirada de mujer, une des telenovelas les plus populaires des années 1990 à la télévision mexicaine.

## Biographie
Fernando Luján est né à Bogota, en Colombie, alors que ses parents s'y trouvaient dans le cadre d'une tournée théâtrale. Son père est le célèbre acteur argentin Alejandro Ciangherotti (es) et sa mère l'actrice mexicaine Mercedes Soler (Mercedes Díaz Pavia), sœur des Frères Soler (Fernando Soler, Andrés Soler, Domingo Soler et Julián Soler). La famille retourne au Mexique peu après la naissance de Fernando. En raison des tournées d'Alejandro Ciangherotti, la famille réside dans plusieurs villes avant de s'installer à Mexico.
Très jeune, Fernando débute comme acteur. À l'âge de sept ans, il joue dans la pièce de théâtre Marianela adaptée du roman éponyme de  Benito Pérez Galdós. Il se produit souvent aux côtés de son frère cadet Alejandro Ciangherotti II (es). Alors qu'ils participent à une zarzuela, le directeur mexicain Julio Bracho remarque Fernando et l'invite à travailler comme acteur de cinéma. Son premier film est La cobarde en 1953. Il devient une star juvénile de l'Époque dorée du cinéma mexicain et, dès lors, n'a pas cessé de travailler comme acteur. Il a tourné dans plus de cents films et joué dans plus de quarante pièces de théâtre. Il a également eu une carrière importante à la  télévision : il a participé à une trentaine de telenovelas dont Los ricos también lloran (1979), Mirada de mujer (1997) et Los Rey (2012).

### Vie privée
Fernando Luján quitte le domicile familial à l'âge de 16 ans pour vivre avec l'actrice d'origine chilienne Sara Guash (es). Il reste avec elle pendant un an et demi, puis se marie avec Laura, la mère de son premier fils, l'acteur Fernando Ciangherotti (es). Luján se décrit lui-même comme quelqu'un d'« instable » ce qui l'a conduit à se marier plusieurs fois. Il est le père de onze enfants. Sa dernière épouse est l'actrice Martha Mariana Castro (es), avec qui il a eu un fils, Paolo. 
Fernando Luján a avoué : « Lorsque j'étais enfant, j'étais un peu fou. Ma mère s'en inquiétait et elle me demandait toujours: "Avec qui est-ce que tu sors? On m'a dit ceci, on m'a dit cela…" J'ai été un oiseau de nuit et quelqu'un d'hésitant. La vie de bohème me plaisait, surtout les femmes. Je crois qu'entre 28 et 30 ans j'ai commencé à me calmer un peu, un tout petit peu… ».

### Mort
Fernando Luján décède le 11 janvier 2019 à son domicile de Puerto Escondido (Oaxaca), des suites d'une  crise de Bronchopneumopathie chronique obstructive, maladie dont il souffrait depuis plusieurs années à cause de son addiction au tabac.
En 2020, Fernando Luján est commémoré dans le segment In Memoriam au cours de la 92e cérémonie des Oscars à Los Angeles.

## Filmographie partielle

### Cinéma
- 1953 : La segunda mujer (es)
- 1964 : Viento negro (es)
- 1978 : El patrullero 777 (es)
- 1999 : Pas de lettre pour le colonel
- 2008 : Cinq Jours sans Nora
- 2009 : Cosas insignificantes (es)
- 2018 : Overboard

### Télévision
- 1961 : Cuatro en la trampa (es)
- 1979 : Los ricos también lloran
- 1991 : Cadenas de amargura (es)
- 1997 : Mirada de mujer
- 2006 : Montecristo (es)
- 2012 : Quererte así
- 2012 : Los Rey
- 2017 : Ingobernable
- 2017 : La hija pródiga

## Théâtre
- 1946 : Marianela
- 1964 : La Vidente
- 1977 : L'avare (adaptation en espagnol)

## Distinctions
- 2007 : Prix Bravo du meilleur acteur de télévision pour Montecristo[6].
- 2009 : Ariel d'argent du meilleur acteur pour son rôle dans Cinq Jours sans Nora[5].
- 2013 : Médaille Filmoteca attribuée par la Cinémathèque de l'Université nationale autonome du Mexique pour sa contribution au cinéma mexicain[5].
- 2018 : Prix Luis Buñuel pour sa contribution à l'industrie cinématographique ibéro-américaine. Le prix lui a été decerné à l'Ambassade d'Espagne de Mexico, dans le cadre du 6ème Festival de Cinéma Espagnol et Ibero-américain[5].

### Documents audiovisuels
- (es) Óscar Ureil, « TAP - Fernando Luján » [vidéo], émission TAP (Taller de Actores Profesionales) (52 min), Canal Once (Mexique), 17 août 2013.